# Liste von Schweinebrunnen
In dieser Liste sind Schweinebrunnen aufgeführt, also Brunnen im öffentlichen Raum, die Schweine zum Thema haben.

## Deutschland
| Bezeichnung                                               | Bild | Standort                                            | Künstler                           | Errichtung Einweihung | Weitere Informationen                                                         |
| --------------------------------------------------------- | --- | --------------------------------------------------- | ---------------------------------- | --------------------- | ----------------------------------------------------------------------------- |
| Schweindl-Brunnen                                         | Bild gesucht Die Wikipedia wünscht sich an dieser Stelle ein Bild vom Ort mit diesen Koordinaten 49.44489 11.85325 . Motiv: Schweinebrunnen Amberg Falls du dabei helfen möchtest, erklärt die Anleitung , wie das geht. BW | Amberg Viehmarkt (Lage)                             | Manfred Raumberger                 |                       | Bild:                                                                         |
| Weinbrunnen                                               | weitere Bilder | Bad Bergzabern (Lage)                               | Gernot Rumpf                       |                       | Lamm, Affe, Löwe und Schwein symbolisieren die vier Zustände des Weingenusses |
| Eberbrunnen                                               | weitere Bilder | Baden-Baden Alter Schloßweg (Lage)                  |                                    | 1861                  | [ 1 ]                                                                         |
| Sültemeyer-Brunnen („Schweinebrunnen“)                    | weitere Bilder | Bad Oeynhausen (Lage)                               | Ernemann Sander                    | 1981                  | [ 2 ]                                                                         |
| Saubrunnen                                                | weitere Bilder | Bornheim Hauptstraße (Lage)                         | Gernot Rumpf                       |                       |                                                                               |
|                                                           | | Dörrenbach Hauptstraße (Lage)                       |                                    | 1991                  |                                                                               |
| Eberbrunnen                                               | | Eberbach beim Pulverturm (Lage)                     |                                    |                       |                                                                               |
| Schweinchen-Brunnen                                       | weitere Bilder | Günzburg, Wätteplatz (Lage)                         | Manfred Raumberger                 |                       | Bild:                                                                         |
| Dorfbrunnen                                               | weitere Bilder | Hannover, Groß-Buchholz, Pinkenburger Straße (Lage) | Bernd Maro                         | 1999                  |                                                                               |
| Albrechtsbrunnen                                          | | Kaiserslautern, Bremerstraße (Lage)                 | Heinrich Bernd, Gustav Adolf Bernd | 1890 und 1911         |                                                                               |
| Sautränke in Leisnig                                      | weitere Bilder | Leisnig, am Neumarkt (Lage)                         |                                    |                       |                                                                               |
| Schweinebrunnen                                           | weitere Bilder | Lichtenfels (Lage)                                  |                                    |                       |                                                                               |
| Schweinebrunnen (Trinkwasserbrunnen am Marburger Schloss) | weitere Bilder | Marburg, Landgraf-Philipp-Straße (Lage)             |                                    |                       |                                                                               |
| Gänse- und Ferkelbrunnen in Perleberg                     | | Perleberg, an der Puschkinstraße (Lage)             | Bernd Streiter                     |                       |                                                                               |
| Saubrunnen                                                | weitere Bilder | Roßwein, Kreuzplatz (ehem. Schweinemarkt) (Lage)    |                                    |                       |                                                                               |
| Ferkelmarktbrunnen                                        | weitere Bilder | Sonsbeck, vor dem Rathaus (Lage)                    | Bonifatius Stirnberg               |                       |                                                                               |
| Eberbrunnen                                               | | Spessart Hauptstraße (Lage)                         | Gotthold Bretschneider             | 1992                  | [ 3 ] [ 4 ]                                                                   |
| Schweinebrunnen                                           | weitere Bilder | Steinau an der Straße (Lage)                        | Peter und Sven Klassen             | 2000                  |                                                                               |
| Wurstträgerbrunnen (im Volksmund „Schweinebrunnen“)       | weitere Bilder | Versmold (Lage)                                     |                                    |                       |                                                                               |
| Wildsaubrunnen                                            | | Waldleiningen                                       |                                    |                       |                                                                               |
| Antonius-Brunnen                                          | weitere Bilder | Wangen im Allgäu, am Saumarkt (Lage)                | Werner und Elsa Gürtner            | 1986                  |                                                                               |
| Wilde Sau Brunnen                                         | weitere Bilder | Wilsdruff, Markt (Lage)                             |                                    |                       |                                                                               |
| Schweinebrunnen                                           | weitere Bilder | Zons (Lage)                                         |                                    |                       |                                                                               |

## Weitere
| Bezeichnung  | Bild           | Standort                       | Staat      | Künstler                   | Errichtung Einweihung | Weitere Informationen |
| ------------ | -------------- | ------------------------------ | ---------- | -------------------------- | --------------------- | --------------------- |
| Grisebrønden | weitere Bilder | Aarhus, Rådhuspladsen (Lage)   | Dänemark   | Mogens Bøggild (1901–1987) |                       |                       |
| Eberbrunnen  | weitere Bilder | Eberstalzell (Lage)            | Österreich | Erich Koch                 |                       | [ 5 ]                 |
| Eberbrunnen  | weitere Bilder | Eberstein Unterer Platz (Lage) | Österreich |                            |                       |                       |